# Національна вища школа аеронавтики і космосу
Національна вища школа аеронавтики і космосу (фр. Institut supérieur de l'aéronautique et de l'espaceб SUPAERO) є першою в світі інженерною школою, спеціально присвяченою космічним дослідженням, і через ENAC є однією з найкращих у Європі в цій галузі. Школа пропонує ряд наукових та інженерних спеціальностей.
Перебуваючи під наглядом Міністерства збройних сил, Isae-Supaéro є результатом злиття Ensica та Supaéro, здійсненого в 2007 році. Він видає інженерний диплом Isae-Supaéro, інженерний диплом за учнівством «Індустріалізація та методи», а також національний диплом «Магістр аерокосмічної інженерії», спеціалізовані магістри та ступінь доктора. Supaéro, школа, створена в 1909 році з метою підготовки «вчених, керівників і інтелектуальних інженерів» для французької та європейської авіаційної промисловості, відсвяткувала своє сторіччя в 2009 році.

## Знамениті випускники
- Марсель Дассо, французький авіаконструктор